# Пітер Браймлоу
Пітер Браймлоу (англ. Peter Brimelow, нар. 13 жовтня 1947) — американський письменник -націоналіст. Він є засновником веб-сайту VDARE, антиміграційного сайту, пов'язаного з перевагою білої раси, білим націоналізмом, та альтернативно-правими. Він вважає, що «білі створили американську культуру» і що «вона знаходиться під загрозою з боку небілих, які прагнуть її змінити».
Браймлоураніше був письменником і редактором у National Review, а також оглядачем MarketWatch Dow Jones. Браймлоу заснувавCenter for American Unity в 1999 році і став його першим президентом. Він називає себе палеоконсерватором. Браймлоу також називають лідером руху альтернативних правих. Він відкидає ярлики «прихильник переваги білої раси» та «білого націоналіста» і вважає за краще, щоб його називали «громадянським націоналістом». У січні 2021 року суддя відхилив позов Браймлоу проти The New York Times, постановивши, що його назва «білим націоналістом» не є наклепом. Згідно з New York Times, Браймлоу мав прямі стосунки з Рупертом Мердоком у Fox News.

## Ранні роки та освіта
Браймлоу народився в 1947 році в Воррінгтоні, графство Ланкашир, Англія, в сім'ї Бессі (уроджена Нокс) і Френка Сандерсона Браймлоу, керівника транспорту. Браймлоу (і його брат-близнюк) навчався в Університеті Сассекса (BA, 1970) і Стенфордському університеті (MBA, 1972).

## Кар'єра
Після роботи аналітиком з цінних паперів переїхав до Торонто, де працював бізнес-письменником і редактором у Financial Post та Maclean's. З 1978 по 1980 рік він був помічником сенатора США Орріна Гетча. У 1980 році Браймлоу переїхав до Нью-Йорка і працював у Barron's та Fortune.
У 1990 році стаття Браймлоу та Леслі Спенсер «Судовий скандал», написана для Forbes, отримала премію Джеральда Лоеба в категорії «Журнал».

## Погляди та публікації
Браймлоу виступає проти як нелегальної, так і легальної імміграції незважаючи на те, що сам іммігрував до Сполучених Штатів, і називає іспаномовних іммігрантів «повністю непрацездатними». Він сказав, що Каліфорнія раніше була «раєм», але «швидко перетворюється на латиноамериканські нетрі». Пітера Браймлоу описують як білого націоналіста та прихильника переваги білої раси. У 2020 році Браймлоу подав до суду на The New York Times за те, що вона назвала його «білим націоналістом». У 2022 році після повідомлень про проект висновку Верховного суду про скасування Роу проти. Вейд, він написав: "Наступний крок Браун проти Ради з питань освіти на противагу знаковому рішенню про скасування сегрегації
Південний правовий центр бідності (SPLC) описав веб-сайт Браймлоу VDARE як групу ненависті , яка «колись була відносно основною сторінкою проти імміграції», але до 2003 року стала «місцем зустрічі багатьох радикально правих». SPLC також критикувала VDARE за публікацію статей білих націоналістів Джареда Тейлора та Сема Френсіса . Rocky Mountain News назвала його «білим націоналістом». Його також описували як білу расу. VDARE також була описана Антидифамаційною лігою як расистська антиіммігрантська група.
Браймлоу з'явився гостем у «The Political Cesspool», «про-білому» ток-шоу. Після президентських виборів 2008 року Браймлоу виступав за те, що для перемоги Республіканська партія повинна зосередитися на «білих голосах».
Станом на 2010 рік він був старшим редактором Alternative Right, веб-сайту, редагованого Річардом Спенсером, згідно з SPLC. Згідно з SPLC, він виступав на заходах, організованих Інститутом національної політики, яким керує Спенсер.
Браймлоу виступив на панелі, що обговорювала мультикультуралізм під час Консервативної політичної конференції 2012 року (CPAC 2012), і виступив із доповіддю під назвою «Невдача мультикультуралізму: як прагнення до різноманітності послаблює американську ідентичність». Не дивлячись на засудження з боку MSNBC і PFTAW, Аль Карденас з Американського союзу консерваторів заперечив знайомство з Браймлоу.
Ларрі Остер, також відомий прихильник обмеження імміграції, був запеклим критиком підходу Браймлоу до цього питання. Наприклад, Остер критикував просування Браймлоу поглядів антисемітського теоретика змови Кевіна Макдональда наступним чином: «Погляди Алекса Ліндера принципово не відрізняються від поглядів Кевіна Макдональда, якого публікують Пітер Браймлоу і Річард Спенсер. Єдина реальна різниця між Ліндером і Макдональдом полягає в тому, що Ліндер відкрито заявляє про свою мету — знищити всіх євреїв на землі, в той час як у випадку Макдональда ця мета є імпліцитною».

### Чужа нація
Книга Браймлоу «Чужа нація: Здоровий глузд про імміграційну катастрофу Америки» (Alien Nation: Common Sense About America's Immigration Disaster) критикує імміграційну політику США після 1965 року.
Рецензія в журналі Foreign Affairs визнала, що книга підняла низку переконливих заперечень проти сучасної американської імміграційної політики, але розкритикувала Браймлоу за «визначення американської ідентичності в расових, а не культурних термінах», а також за «екстремістський характер» його пропозицій.
SPLC назвав її «сумнозвісною антиіммігрантською книгою» і вказав на позитивну рецензію виконавчого директора Центру імміграційних досліджень Марка Крікоряна на цю книгу як на доказ того, що його організація має тісні зв'язки з білими націоналістами.

### Хробак в яблуці
У книзі «Хробак в яблуці» (The Worm in the Apple) йдеться про державну освіту та вчительські профспілки, розглядаючи їх як «вкрай деструктивні». Девід Гордон підсумовує думку Браймлоу у своїй рецензії на книгу в The Mises Review: «намагатися досягти такої далекосяжної мети, як загальна середня освіта, нерозумно». Джон О'Салліван високо оцінив книгу. Для журналу Інституту Гувера «Education Next» консультант з питань державної політики Джордж Мітчелл написав: «Браймлоу … демонструє, як колективні трудові спори для вчителів призвели до укладання трудових угод, які стримують інновації та прийняття ризиків. Він чітко дає зрозуміти, що різке зростання впливу вчительських профспілок збіглося зі стагнацією і неприйнятним рівнем успішності учнів». Однак у тій же статті консультант з питань освіти Джулія Коппіч (Julia E. Koppich) розглядає ситуацію під більш критичним кутом: «Браймлоу використовує різноманітні лінгвістичні прийоми, щоб донести свою думку. Але його надмірно вишукана мова незабаром починає діяти на нерви… Його аргумент полягає не в тому, що профспілки вчителів руйнують американську освіту, а в тому, що вони довго і наполегливо працюють над збереженням статус-кво… Але ця книга містить так мало інформації про освіту — практично нічого про класи, школи чи райони — що навіть цей момент втрачається». Коппіч назвав книгу «полемікою проти державної школи».

### Гра в патріота
У статті в Maclean's, опублікованій у 2011 році, Джон М. Геддес стверджує, що книга Браймлоу «Гра в патріота: Національні мрії та політичні реалії» (The Patriot Game: National Dreams and Political Realities) «запропонувала бадьору консервативну критику Канади» і зазначає, що вона відіграла важливу роль у формуванні мислення канадського прем'єр-міністра Стівена Гарпера.

## Особисте життя
Першою дружиною Браймлоу була Маргарет Еліс «Меггі» Лоус, уродженка Ньюфаундленду, Канада, яка працювала в Манхеттенському інституті політичних досліджень, коли вони познайомилися в Нью-Йорку. Вони були одружені до її смерті 6 лютого 2004 року від раку. У Браймлоу було двоє дітей з Лоусом, Олександр і Ханна Клер. Станом на червень 2021 року Ханна є блогером веб-сайту Timcast політичного оглядача Тіма Пула.
У 2007 році Браймлоу одружився з Лідією Салліван; на той час Лідії було 22 роки, а Пітеру — 59. Хоча Лідія офіційно стверджує, що почала працювати у VDARE у 2014 році, Southern Poverty Law Center з'ясував, що Лідія, ймовірно, опублікувала численні статті на веб-сайті VDARE між 2005 роком (коли вона навчалася в коледжі) і червнем 2014 року під псевдонімом «Афіна Керрі», а в податкових документах, пов'язаних з Фондом VDARE, вона вказана як бізнес-партнер ще у 2008 році. Станом на 2020 рік вона є президентом Фонду VDARE та видавцем сайту VDARE.com.

## Праці
- The Wall Street Gurus: How You Can Profit from Investment Newsletters (вид. 1st). New York City: Random House. 1986. ISBN 0-394-54202-9. LCCN 85028153.
- The Patriot Game: National Dreams and Political Realities. Toronto, Ontario, Canada: Key Porter Books. 1986. ISBN 1-55013-001-3. LCCN 86228891.
  - Also published as The Patriot Game: Canada and the Canadian Question Revisited. Stanford, CA: Hoover Institution Press. 1987. ISBN 0-8179-8681-2. LCCN 87017145.
- The Enemies of Freedom. Toronto, Ontario, Canada: Citizens for Foreign Aid Reform. 1990. LCCN 92219523.
- Alien Nation: Common Sense About America's Immigration Disaster (вид. 1st). New York, NY: Random House. 1995. ISBN 0-679-43058-X. LCCN 94012478.
  - Also see: letter to the editor, responding to critics — Brimelow, Peter (27 червня 1995). Immigration and Bad Social Policies Don't Mix; A White Ethnic Core. The New York Times. Процитовано 12 лютого 2012.
- The Worm in the Apple: How the Teacher Unions Are Destroying American Education. New York, NY: HarperCollins. 2003. ISBN 0-06-009661-6. LCCN 2002027586.